# Michael Klapp
Michael Klapp (* 1834 in Prag, Kaisertum Österreich; † 25. Februar 1888 in Wien) war ein österreichischer Journalist, Schriftsteller und Dramatiker.

## Leben
Seit 1855 lebte er in Wien, arbeitete sein ganzes Leben im Journalismus, gab mehrere Publikationen heraus und war Korrespondent für Wiener Zeitungen in Italien und Spanien. 1878 erschien sein bestes Stück „Rosenkranz und Güldenstern“, das ursprünglich ohne Autorennamen im Wiener Stadttheater aufgeführt wurde und dann alle Bühnen in Deutschland bereiste. Klapps andere dramatische Werke sind Der Glückshafen, Fräulein Kommerzienrat, Die Komödie Sr. Durchlaucht. Außerdem veröffentlichte Klapp die Bücher Komische Geschichten aus dem jüdischen Volksleben (1859) und andere.
Er war Mitautor bei der Prager Sagen-Sammlung Sippurim.

## Werke (Auswahl)
- Komische Geschichten aus dem judischen Volksleben (1859)
- Wiener Bilder und Büsten (Troppau 1867)
- In London und unter den Feniern (1869)
- Revolutionsbilder aus Spanien (1869)
- Zweierlei Juden (1870)
- Reisetagebuch des Schah von Persien (1874)
- Die Bankgrafen: Roman aus der Schwindelzeit (1877)
- Die Komödie Sr. Durchlaucht
- Fräulein Kommerzienrat
- Der Glückshafen
- Rosenkranz und Güldenstern (Wien 1878)